# NASCAR Sprint Cup 2012
Der NASCAR Sprint Cup 2012 begann am 27. Februar mit dem Daytona 500. Der Chase for the Sprint Cup fing am 16. September 2012 mit dem GEICO 400 an. Die Saison endete am 18. November mit dem Ford EcoBoost 400.

## Rennkalender
Alle Rennen fanden in den Vereinigten Staaten statt. Die Rennen 16 (Sonoma) und 22 (Watkins Glen) waren die einzigen, die nicht auf Ovalkursen stattfanden.
| Nr.                      | Datum         | Rennen (Ort)                                                                | Sieger                                | Zweiter                        | Dritter                        | Pole-Position                       | Meiste Führungsrunden          | Gesamtführender                |
| ------------------------ | ------------- | --------------------------------------------------------------------------- | ------------------------------------- | ------------------------------ | ------------------------------ | ----------------------------------- | ------------------------------ | ------------------------------ |
| 01                       | 27. Februar   | Daytona 500 (Daytona Beach)                                                 | Matt Kenseth (Ford)                   | Dale Earnhardt jr. (Chevrolet) | Greg Biffle (Ford)             | Carl Edwards (Ford)                 | Denny Hamlin (Toyota)          | Matt Kenseth (Ford)            |
| 02                       | 04. März      | Subway Fresh Fit 500 (Phoenix)                                              | Denny Hamlin (Toyota)                 | Kevin Harvick (Chevrolet)      | Greg Biffle (Ford)             | Mark Martin (Toyota)                | Kevin Harvick (Chevrolet)      | Denny Hamlin (Toyota)          |
| 03                       | 11. März      | Kobalt Tools 400 (Las Vegas)                                                | Tony Stewart (Chevrolet)              | Jimmie Johnson (Chevrolet)     | Greg Biffle (Ford)             | Kasey Kahne (Chevrolet)             | Tony Stewart (Chevrolet)       | Greg Biffle (Ford)             |
| 04                       | 18. März      | Food City 500 (Bristol)                                                     | Brad Keselowski (Dodge)               | Matt Kenseth (Ford)            | Martin Truex jr. (Toyota)      | Greg Biffle (Ford)                  | Brad Keselowski (Dodge)        | Greg Biffle (Ford)             |
| 05                       | 25. März      | Auto Club 400 (Fontana)                                                     | Tony Stewart (Chevrolet)              | Kyle Busch (Toyota)            | Dale Earnhardt jr. (Chevrolet) | Denny Hamlin (Toyota)               | Kyle Busch (Toyota)            | Greg Biffle (Ford)             |
| 06                       | 01. April     | Goody’s Fast Relief 500 (Martinsville)                                      | Ryan Newman (Chevrolet)               | A. J. Allmendinger (Dodge)     | Dale Earnhardt jr. (Chevrolet) | Kasey Kahne (Chevrolet)             | Jeff Gordon (Chevrolet)        | Greg Biffle (Ford)             |
| 07                       | 14. April     | Samsung Mobile 500 (Fort Worth)                                             | Greg Biffle (Ford)                    | Jimmie Johnson (Chevrolet)     | Mark Martin (Toyota)           | Martin Truex jr. (Toyota)           | Jimmie Johnson (Chevrolet)     | Greg Biffle (Ford)             |
| 08                       | 22. April     | STP 400 (Kansas City)                                                       | Denny Hamlin (Toyota)                 | Martin Truex jr. (Toyota)      | Jimmie Johnson (Chevrolet)     | A. J. Allmendinger (Dodge)          | Martin Truex jr. (Toyota)      | Greg Biffle (Ford)             |
| 09                       | 28. April     | Capital City 400 presented by Virginia is for Lovers (Richmond)             | Kyle Busch (Toyota)                   | Dale Earnhardt jr. (Chevrolet) | Tony Stewart (Chevrolet)       | Mark Martin (Toyota)                | Carl Edwards (Ford)            | Greg Biffle (Ford)             |
| 10                       | 06. Mai       | Aaron’s 499 (Talladega)                                                     | Brad Keselowski (Dodge)               | Kyle Busch (Toyota)            | Matt Kenseth (Ford)            | Jeff Gordon (Chevrolet)             | Matt Kenseth (Ford)            | Greg Biffle (Ford)             |
| 11                       | 12. Mai       | Bojangles’ Southern 500 (Darlington)                                        | Jimmie Johnson (Chevrolet)            | Denny Hamlin (Toyota)          | Tony Stewart (Chevrolet)       | Greg Biffle (Ford)                  | Jimmie Johnson (Chevrolet)     | Greg Biffle (Ford)             |
| 12                       | 27. Mai       | Coca-Cola 600 (Concord)                                                     | Kasey Kahne (Chevrolet)               | Denny Hamlin (Toyota)          | Kyle Busch (Toyota)            | Aric Almirola (Ford)                | Greg Biffle (Ford)             | Greg Biffle (Ford)             |
| 13                       | 03. Juni      | FedEx 400 benefiting Autism Speaks (Dover)                                  | Jimmie Johnson (Chevrolet)            | Kevin Harvick (Chevrolet)      | Matt Kenseth (Ford)            | Mark Martin (Toyota)                | Jimmie Johnson (Chevrolet)     | Greg Biffle (Ford)             |
| 14                       | 10. Juni      | Pocono 400 presented by #NASCAR (Long Pond)                                 | Joey Logano (Toyota)                  | Mark Martin (Toyota)           | Tony Stewart (Chevrolet)       | Joey Logano (Toyota)                | Joey Logano (Toyota)           | Matt Kenseth (Ford)            |
| 15                       | 17. Juni      | Quicken Loans 400 (Brooklyn)                                                | Dale Earnhardt jr. (Chevrolet)        | Tony Stewart (Chevrolet)       | Matt Kenseth (Ford)            | Marcos Ambrose (Ford)               | Dale Earnhardt jr. (Chevrolet) | Matt Kenseth (Ford)            |
| 16                       | 24. Juni      | Toyota/Save Mart 350 (Sonoma)                                               | Clint Bowyer (Toyota)                 | Tony Stewart (Chevrolet)       | Kurt Busch (Chevrolet)         | Marcos Ambrose (Ford)               | Clint Bowyer (Toyota)          | Matt Kenseth (Ford)            |
| 17                       | 30. Juni      | Quaker State 400 (Sparta)                                                   | Brad Keselowski (Dodge)               | Kasey Kahne (Chevrolet)        | Denny Hamlin (Toyota)          | Jimmie Johnson (Chevrolet)          | Kyle Busch (Toyota)            | Matt Kenseth (Ford)            |
| 18                       | 07. Juli      | Coke Zero 400 powered by Coca-Cola (Daytona Beach)                          | Tony Stewart (Rennfahrer) (Chevrolet) | Jeff Burton (Chevrolet)        | Matt Kenseth (Ford)            | Matt Kenseth (Ford)                 | Matt Kenseth (Ford)            | Matt Kenseth (Ford)            |
| 19                       | 15. Juli      | LENOX Industrial Tools 301 (Loudon)                                         | Kasey Kahne (Chevrolet)               | Denny Hamlin (Toyota)          | Clint Bowyer (Toyota)          | Kyle Busch (Toyota)                 | Denny Hamlin (Toyota)          | Matt Kenseth (Ford)            |
| 20                       | 29. Juli      | Crown Royal presents the Curtiss Shaver 400 at the Brickyard (Indianapolis) | Jimmie Johnson (Chevrolet)            | Kyle Busch (Toyota)            | Greg Biffle (Ford)             | Denny Hamlin (Toyota)               | Jimmie Johnson (Chevrolet)     | Dale Earnhardt jr. (Chevrolet) |
| 21                       | 05. August    | Pennsylvania 400 (Long Pond)                                                | Jeff Gordon (Chevrolet)               | Kasey Kahne (Chevrolet)        | Martin Truex jr. (Toyota)      | Juan Pablo Montoya (Chevrolet)      | Jimmie Johnson (Chevrolet)     | Dale Earnhardt jr. (Chevrolet) |
| 22                       | 12. August    | Finger Lakes 355 at The Glen (Watkins Glen)                                 | Marcos Ambrose (Ford)                 | Brad Keselowski (Dodge)        | Jimmie Johnson (Chevrolet)     | Juan Pablo Montoya (Chevrolet)      | Kyle Busch (Toyota)            | Jimmie Johnson (Chevrolet)     |
| 23                       | 19. August    | Pure Michigan 400 (Brooklyn)                                                | Greg Biffle (Ford)                    | Brad Keselowski (Dodge)        | Kasey Kahne (Chevrolet)        | Mark Martin (Toyota)                | Mark Martin (Toyota)           | Greg Biffle (Ford)             |
| 24                       | 25. August    | IRWIN Tools Night Race (Bristol)                                            | Denny Hamlin (Toyota)                 | Jimmie Johnson (Chevrolet)     | Jeff Gordon (Chevrolet)        | Qualifikation abgesagt wegen Regens | Joey Logano (Toyota)           | Greg Biffle (Ford)             |
| 25                       | 02. September | AdvoCare 500 (Hampton)                                                      | Denny Hamlin (Toyota)                 | Jeff Gordon (Chevrolet)        | Brad Keselowski (Dodge)        | Tony Stewart (Chevrolet)            | Denny Hamlin (Toyota)          | Greg Biffle (Ford)             |
| 26                       | 08. September | Federated Auto Parts 400 (Richmond)                                         | Clint Bowyer (Toyota)                 | Jeff Gordon (Chevrolet)        | Mark Martin (Toyota)           | Dale Earnhardt jr. (Chevrolet)      | Denny Hamlin (Toyota)          | Denny Hamlin (Toyota)          |
| Chase for the Sprint Cup |               |                                                                             |                                       |                                |                                |                                     |                                |                                |
| 27                       | 16. September | GEICO 400 (Joliet)                                                          | Brad Keselowski (Dodge)               | Jimmie Johnson (Chevrolet)     | Kasey Kahne (Chevrolet)        | Jimmie Johnson (Chevrolet)          | Jimmie Johnson (Chevrolet)     | Brad Keselowski (Dodge)        |
| 28                       | 23. September | Sylvania 300 (Loudon)                                                       | Denny Hamlin (Toyota)                 | Jimmie Johnson (Chevrolet)     | Jeff Gordon (Chevrolet)        | Jeff Gordon (Chevrolet)             | Denny Hamlin (Toyota)          | Jimmie Johnson (Chevrolet)     |
| 29                       | 30. September | AAA 400 (Dover)                                                             | Brad Keselowski (Dodge)               | Jeff Gordon (Chevrolet)        | Mark Martin (Toyota)           | Denny Hamlin (Toyota)               | Kyle Busch (Toyota)            | Brad Keselowski (Dodge)        |
| 30                       | 07. Oktober   | Good Sam Roadside Assistance 500 (Talladega)                                | Matt Kenseth (Ford)                   | Jeff Gordon (Chevrolet)        | Kyle Busch (Toyota)            | Kasey Kahne (Chevrolet)             | Jamie McMurray (Chevrolet)     | Brad Keselowski (Dodge)        |
| 31                       | 13. Oktober   | Bank of America 500 (Concord)                                               | Clint Bowyer (Toyota)                 | Denny Hamlin (Toyota)          | Jimmie Johnson (Chevrolet)     | Greg Biffle (Ford)                  | Brad Keselowski (Dodge)        | Brad Keselowski (Dodge)        |
| 32                       | 21. Oktober   | Hollywood Casino 400 (Kansas City)                                          | Matt Kenseth (Ford)                   | Martin Truex jr. (Toyota)      | Paul Menard (Toyota)           | Kasey Kahne (Chevrolet)             | Matt Kenseth (Ford)            | Brad Keselowski (Dodge)        |
| 33                       | 28. Oktober   | Tums Fast Relief 500 (Martinsville)                                         | Jimmie Johnson (Chevrolet)            | Kyle Busch (Toyota)            | Kasey Kahne (Chevrolet)        | Jimmie Johnson (Chevrolet)          | Jimmie Johnson (Chevrolet)     | Jimmie Johnson (Chevrolet)     |
| 34                       | 04. November  | AAA Texas 500 (Fort Worth)                                                  | Jimmie Johnson (Chevrolet)            | Brad Keselowski (Dodge)        | Kyle Busch (Toyota)            | Jimmie Johnson (Chevrolet)          | Jimmie Johnson (Chevrolet)     | Jimmie Johnson (Chevrolet)     |
| 35                       | 11. November  | Advocare 500 (Phoenix)                                                      | Kevin Harvick (Chevrolet)             | Denny Hamlin (Toyota)          | Kyle Busch (Toyota)            | Kyle Busch (Toyota)                 | Kyle Busch (Toyota)            | Brad Keselowski (Dodge)        |
| 36                       | 18. November  | Ford EcoBoost 400 (Homestead)                                               | Jeff Gordon (Chevrolet)               | Clint Bowyer (Toyota)          | Ryan Newman (Chevrolet)        |                                     | Kyle Busch (Toyota)            | Brad Keselowski (Dodge)        |

Anmerkungen
1. ↑  War für Sonntag, den 26. Februar geplant. Wurde wegen schlechten Wetters auf Montag verschoben.

| Hintergrundfarbe | Bedeutung                    |
| ---------------- | ---------------------------- |
|                  | Rennen auf Ovalkurs          |
|                  | Rennen auf einem Straßenkurs |

## Gesamtwertung

### Fahrerwertung
Stand: Nach 36 von 36 Rennen
| Pos. | Fahrer             | Punkte |
| ---- | ------------------ | ------ |
| 01.  | Brad Keselowski    | 2400   |
| 02.  | Clint Bowyer       | 2361   |
| 03.  | Jimmie Johnson     | 2360   |
| 04.  | Kasey Kahne        | 2345   |
| 05.  | Greg Biffle        | 2332   |
| 06.  | Denny Hamlin       | 2329   |
| 07.  | Matt Kenseth       | 2324   |
| 08.  | Kevin Harvick      | 2321   |
| 09.  | Tony Stewart       | 2311   |
| 10.  | Jeff Gordon        | 2303   |
| 11.  | Martin Truex jr.   | 2299   |
| 12.  | Dale Earnhardt jr. | 2245   |
| 13.  | Kyle Busch         | 1133   |
| 14.  | Ryan Newman        | 1051   |
| 15.  | Carl Edwards       | 1030   |
| 16.  | Paul Menard        | 1006   |
| 17.  | Joey Logano        | 965    |
| 18.  | Marcos Ambrose     | 950    |
| 19.  | Jeff Burton        | 883    |
| 20.  | Aric Almirola      | 868    |
| 21.  | Jamie McMurray     | 868    |
| 22.  | Juan Pablo Montoya | 810    |
| 23.  | Bobby Labonte      | 772    |
| 24.  | Regan Smith        | 747    |
| 25.  | Kurt Busch         | 735    |
| 26.  | Mark Martin        | 701    |
| 27.  | Travis Kvapil      | 638    |
| 28.  | David Ragan        | 622    |
| 29.  | Casey Mears        | 612    |
| 30.  | David Gilliland    | 605    |
| 31.  | Landon Cassill     | 598    |
| 32.  | A. J. Allmendinger | 453    |
| 33.  | Dave Blaney        | 417    |
| 34.  | David Reutimann    | 388    |
| 35.  | Brian Vickers      | 250    |
| 36.  | David Stremme      | 236    |
| 37.  | Michael McDowell   | 187    |
| 38.  | J. J. Yeley        | 166    |
| 39.  | Josh Wise          | 147    |
| 40.  | Ken Schrader       | 146    |
| 41.  | Stephen Leicht     | 126    |
| 42.  | Scott Speed        | 124    |
| 43.  | Michael Waltrip    | 94     |
| 44.  | Terry Labonte      | 94     |
| 45.  | Tony Raines        | 71     |
| 46.  | Scott Riggs        | 56     |
| 47.  | Brendan Gaughan    | 50     |
| 48.  | Boris Said III     | 34     |
| 49.  | Bill Elliott       | 14     |
| 50.  | Hermie Sadler      | 13     |
| 51.  | Mike Olsen         | 11     |
| 52.  | Robby Gordon       | 11     |
| 53.  | Mike Skinner       | 10     |
| 54.  | Kelly Bires        | 9      |
| 55.  | Tomy Drissi        | 6      |
| 56.  | Stacy Compton      | 5      |
| 57.  | David Mayhew       | 4      |
| 58.  | Patrick Long       | 2      |

- Trevor Bayne, Mike Bliss, Timmy Hill, Joe Nemechek, Danica Patrick, Robert Richardson jr., Elliott Sadler, Ricky Stenhouse jr., Reed Sorenson, Kenny Wallace und Mike Wallace waren im Sprint Cup 2012 nicht punkteberechtigt.

### Herstellerwertung
Stand: Nach 36 von 36 Rennen
| Pos. | Hersteller | Siege | Punkte |
| ---- | ---------- | ----- | ------ |
| 1.   | Chevrolet  | 15    | 249    |
| 2.   | Toyota     | 10    | 213    |
| 3.   | Ford       | 6     | 174    |
| 4.   | Dodge      | 5     | 156    |